# Dragu
Dragu è un comune della Romania di 1 373 abitanti, ubicato nel distretto di Sălaj, nella regione storica della Transilvania. 
Il comune è formato dall'unione di 5 villaggi: Adalin, Dragu, Fântânele, Ugruțiu, Voivodeni.
Di rilievo la chiesa lignea dedicata a S. Basilio il Grande (Sf. Vasile cel Mare), costruita nel 1806.

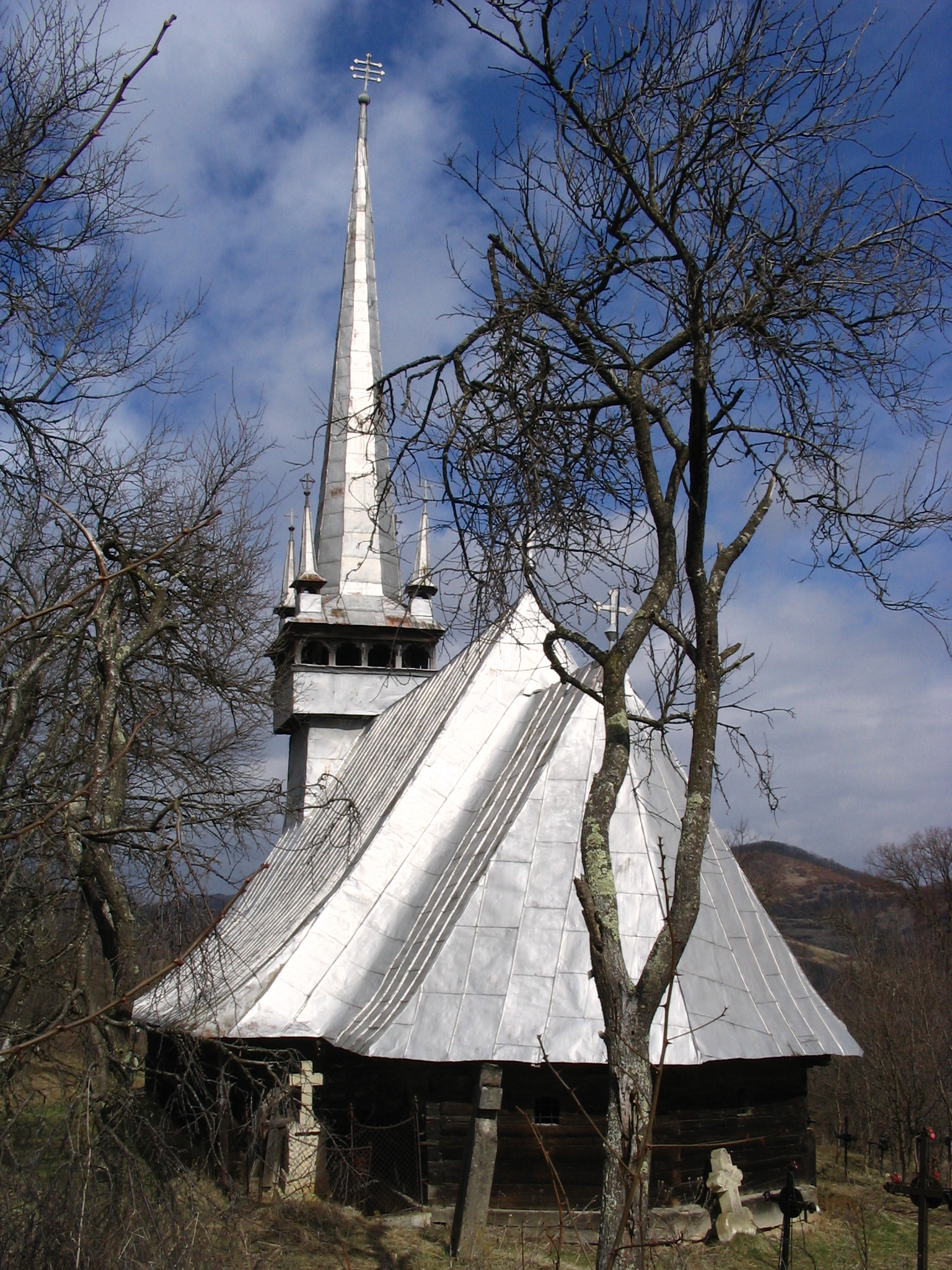
La chiesa lignea di Dragu